# Gunnar Ström (skridskoåkare)
Gunnar Ström, född 7 oktober 1930 i Eskilstuna, död 4 februari 2024 i Eskilstuna, var en svensk skridskoåkare.
Ström tävlade för Eskilstuna IK och deltog i Olympiska vinterspelen 1952 och 1956. Han blev Europamästare på 500 meter 1958 och var efter den aktiva karriären landslagstränare för sprinteråkarna.